# Little Tioga
Little Tioga är en kulle i Antarktis. Den ligger i Sydorkneyöarna. Argentina och Storbritannien gör anspråk på området. Toppen på Little Tioga är 141 meter över havet. Little Tioga ligger på ön Signy.
Terrängen runt Little Tioga är varierad. Trakten är obefolkad. Det finns inga samhällen i närheten. 